# Північне Управління ВТТ та будівництво 503
Північне Управління ВТТ та будівництво 503 (рос. СЕВЕРНОЕ УПР. ИТЛ И СТРОИТЕЛЬСТВА 503, ИТЛ и Строительство 503, Строительство 503 и ИТЛ, Северное упр. Строительства 503, Северное упр. и Строительство 503) — підрозділ системи виправно-трудових установ СРСР, оперативне керування якого здійснювало Головне Управління таборів залізничного будівництва (ГУЛЖДС).
Організовано 12.11.49 при реорганізації ПІВНІЧНОГО УПР. ТАБОРІВ ЗАЛІЗНИЧНОГО БУДІВНИЦТВА;

закрите 21.07.52 (всі табірні підр. і виробничі об'єкти передані в Обський ВТТ та будівництво 501)
Дислокація: Красноярський край, Ігарський р-н, с. (с.) Єрмаково.

## Виконувані роботи
- буд-во східної ділянки залізничної ст. Чум — Салехард — р. Пур — Ігарка: від р. Пур (включно) через р. Таз, пос. Єрмаково до морського порту в р-ні Ігарки з поромної переправою через Єнісей, морського порту в Ігарці і селища при ньому,
- буд-во постійної лінії зв'язку до р. Пур і укладання кабелю через р. Єнісей, в с. Єрмаково: буд-во цегельного і домобуд. з-дів, ЦРМ,
- ремонт суден,
- буд-во в пункті Довгому на р. Таз при перетині її залізницею в 1952 р
- буд-во холодильника, складів, льдосховища та житлового будинку,
- лісозаготівлі, деревообробка,
- автомобільні та тракторні перевезення.